# Hoplias
Hoplias ist eine Gattung von Süßwasserfischen aus der Familie der Raubsalmler (Erythrinidae).

## Merkmale
Hoplias-Arten sind mittelgroße bis große Raubsalmler. Während Hoplias teres nur eine Standardlänge (SL) von 15,3 cm erreicht, kann Hoplias aimara die beachtliche Gesamtlänge (TL) von einem Meter erreichen. Im Unterschied zu Erythrinus und Hoplerythrinus, den beiden anderen Gattungen der Raubsalmler, ist die Rückenflosse bei Hoplias länger (Flossenformel: 3/11–15 vs. 3/8–9), in einer mittleren Längsreihe auf den Körperseiten befinden sich mehr Schuppen (mind. 37 vs. 32–37) und auf der Maxillare sind kleine Fangzähne vorhanden (keine bei Erythrinus und Hoplerythrinus).

## Verbreitung und Lebensraum
Die Gattung ist über die Flusssysteme ganz Südamerikas verbreitet. Ihr Lebensraum sind sowohl Fließgewässer wie große und kleine Flüsse und Wasserfälle sowie Stehende Gewässer wie Seen und Stauseen.

## Nutzung
In verschiedenen Regionen von Brasilien und anderen südamerikanischen Ländern sind viele Arten der Gattung wichtig für die Eigenbedarfs- und für die kommerzielle Fischerei.

## Systematik
Hoplias wird in drei Artengruppen, die H. lacerdae, H. malabaricus und H. macrophthalmus Gruppe eingeteilt.

### Arten
- Hoplias aimara (Valenciennes, 1847)
- Hoplias australis Oyakawa & Mattox, 2009
- Hoplias brasiliensis (Spix & Agassiz, 1829)
- Hoplias curupira Oyakawa & Mattox, 2009
- Hoplias intermedius (Günther, 1864)
- Hoplias lacerdae A. Miranda-Ribeiro, 1908
- Hoplias malabaricus (Bloch, 1794) (Trahira)
- Hoplias mbigua Azpelicueta, Benítez, Aichino & Mendez, 2015[4]
- Hoplias microcephalus ((Agassiz, 1829)
- Hoplias microlepis Günther, 1864)
- Hoplias misionera Rosso et al., 2016
- Hoplias patana (Valenciennes, 1847)
- Hoplias teres (Valenciennes, 1847)